# Lychnotamnus brodaty
Lychnotamnus brodaty (Lychnothamnus barbatus) – gatunek glonów z rodziny ramienicowatych. Do niedawna jedyny znany przedstawiciel rodzaju lichnotamnus. Występuje na rozproszonych stanowiskach w Eurazji, Ameryce Północnej i Australii.

## Budowa

### Pokrój
Makroglon o wysokości 50-80 cm, o rozgałęzionej plesze zbudowanej z nibyłodyg, nibyliści i drobniejszych elementów (nibylistki, kolce, przylistki, wielokomórkowe, nitkowate ryzoidy, plemnie, lęgnie). Ogólny pokrój przypomina skrzypy.
Plecha od żółtozielonej do żywo zielonej. Słabiej lub silniej inkrustowana węglanem wapnia, przez co krucha. Rozgałęziona i wyraźnie symetryczna promieniście.
Osobniki występujące w płytkich wodach wykazują większą zmienność.

### Morfologia
Nibyłodyga stosunkowo gruba (0,6–1 mm) zbudowana jest z węzłów i międzywęźli. Międzywęźla są długie (do 10 cm), zbudowane z komórek rdzenia i okorowania. Okorowanie nie zawsze obecne. Jeżeli jest, to tylko na nibyłodydze i jest niezupełne, często od niej odstające.
Z węzłów wyrasta 7–10 nibyliści tworzących okółek, a z kątów nibyliści kolejne nibyłodygi. Nibyliście 3-5 członowe, do 7 cm długości, a więc wyraźnie krótsze od międzywęźli. Pierwszy człon może być dłuższy od wszystkich pozostałych razem. Nibyliście są podobnie jak nibyłodygi podzielone na węzły i międzywęźla. Z ich węzłów wyrasta po 4–7 jednokomórkowych nibylistków o długości do ponad 2 cm (dłuższe od członów nibyliści). W szczytowych węzłach krótsze. Zakończone ostro jednokomórkowym członem. Pod lęgnią mogą występować krótsze od niej pojedyncze lub parzyste nibylistki. Pod okółkiem nibyliści wyrasta okółek przylistków liczbie po dwa na nibyliść. Są igiełkowate – widoczne gołym okiem, podobne do nibylistków i ostro zakończone. Najczęściej rosną prostopadle do nibyłodygi, ale mogą nieco przechylać się w górę lub dół, sprawiając wrażenie dwóch okółków. Kolce zwykle wyraźne o kształcie brodawkowatym lub wałeczkowatym.
Gametangia osadzone w kątach nibyliści. Rośliny jednopienne – lęgnia wyrasta między dwoma (rzadko trzema) plemniami. Lęgnia do 1,35 mm długości, wydłużona, żółta lub żółtozielona z bardzo małą pięciokomórkową zamkniętą koronką. Plemnie trzykrotnie mniejsze, pomarańczowe lub czerwonawe.

### Podobne gatunki
Pokrojem może przypominać krynicznicę tępą.

## Ekologia
Roślina wieloletnia. Preferuje wody o niskiej trofii i dużej przejrzystości o mineralnym podłożu. Może występować w jeziorach na głębokości ponad 4 m, ale znosi krótkotrwałe wysychanie. Może tworzyć łąki ramienicowe, czasem tworzy kępy w łąkach krynicznicy tępej. 

## Zagrożenia i ochrona
W Polsce jest gatunkiem rzadkim, objętym ochroną gatunkową od 2004 r. Liczba stanowisk w Polsce wzrasta wraz z globalnym ociepleniem, które sprzyja jego zimowaniu.